# São Saturnino
São Saturnino is een plaats (freguesia) in de Portugese gemeente Fronteira en telt 339 inwoners (2001).